# Mebsuta
Mebsuta è il nome tradizionale della stella Epsilon Geminorum (ε Gem, ε Geminorum), quinta stella più luminosa della costellazione dei Gemelli; di magnitudine apparente +2,98, dista 847 anni luce dal sistema solare. Il nome proviene dalla tradizione araba, dove assieme a Mekbuda (ζ Geminorum) rappresentava le zampe di un leone: mentre Mekbuda rappresentava la zampa del leone piegata, Mebsuta rappresentava la zampa tesa.

## Osservazione
La stella la si può osservare da tutte le aree abitate della Terra, la sua declinazione, pari a 25° 7' N, fa sì che sia circumpolare solo più a nord della latitudine 65°N, mentre alle latitudini medie europee, mediterranee, statunitensi e dell'Asia centrale resta ben visibile per gran parte delle notti dell'anno, in particolare da ottobre a giugno. Un po' più penalizzata risulta l'osservazione dall'emisfero australe, specie dalle latitudini più meridionali, ove è osservabile per un periodo di tempo minore. Risulta comunque invisibile solo a partire dal parallelo 65°S, cioè solo dal continente antartico.

## Proprietà fisiche
Mebsuta è una supergigante gialla di tipo spettrale G8Ib1; la sua luminosità è equivalente a quella di 7600 soli, il suo raggio è circa 150 volte quello della nostra stella.
Ha una massa tra le 7 e 9 masse solari, che sarebbe appena nel limite per terminare la sua vita come una nana bianca; se lo superasse, la sua fine sarebbe quella di una supernova. Tuttavia, stime recenti della massa la considerano molto più massiccia, con una massa 19 volte quella solare e un'età inferiore ai 10 milioni di anni.
La supergigante ha una compagna di nona magnitudine distante visualmente da essa due primi d'arco, tuttavia questa stella si trova solo sulla linea di vista e non esiste una relazione fisica tra le due. L'American Association of Variable Star Observers cataloga la stella come variabile, con una variazione di luminosità da magnitduine 3,97 a 4,09 in un arco di tempo non specificato.
Mebsuta è vicina all'eclittica ed occasionalmente può venire occultata dalla Luna o da un pianeta, come l'8 aprile del 1976 quando fu occultata da Marte.